# Thorsten Streyffert
Karl Thorsten Streyffert, född 2 maj 1892 i Nora bergsförsamling, Örebro län, död 1 juli 1983 i Danderyds församling, Stockholms län, var en svensk skogsekonom.

## Biografi
Streyffert utexaminerades från Skogsinstitutet 1913 och från Handelshögskolan i Stockholm 1918. Han tjänstgjorde i Skogsstaten 1914-1928 och var biträdande sekreterare i Socialiseringsnämnden 1928-1930. Han var docent vid Skogshögskolan 1930-1936, anställd vid SCA 1937-1939, professor i skogsekonomi vid Skogshögskolan 1939-1961 och var samma högskolas rektor 1947-1960. Han blev konsult åt FAO 1954 och var ordförande i 1960 års skogskommitté för Jämtlands län.
Streyffert blev ledamot av Lantbruksakademien 1945, filosofie hedersdoktor vid Uppsala universitet 1952, skogsvetenskaplig hedersdoktor vid Göttingens universitet 1953 och hedersdoktor vid Helsingfors universitet 1958.

## Skrifter
- Världens barrskogstillgångar (1931)
- Sveriges skogar och skogsind (1931)
- Rysslands naturtillgångar under femårsplanen (1933)
- The Forests of Sweden (1938)
- Den skogsekonomiska teorien (1939)
- Forestry in Sweden (1958)
- World Timber, Trends and Prospects (1958)
- Handbok i skogsekonomi (1965)
- World Pulpwood (1968)